# بيتر بولوك
بيتر بولوك (بالإنجليزية: Peter Bullock)‏ (17 نوفمبر 1941 في المملكة المتحدة - ) هو لاعب كرة قدم بريطاني في مركز الهجوم. لعب مع برمنغهام سيتي وستوك سيتي وكولتشستر يونايتد ونادي إكزتر سيتي ونادي ساوثيند يونايتد ونادي والسول وستافورد رينجرز.

## وصلات خارجية
- بيتر بولوك على موقع قاعدة بيانات كرة القدم.إي يو (الإنجليزية)